# Ålands miljöservice
Kommunalförbundet för Ålands Miljöservice (förkortat Mise) är den kommunala renhållningsmyndigheten på Åland. Förbundet ansvarar för att avfallshanteringen fungerar i medlemskommunerna och har rätt att ta ut avgifter för att finansiera verksamheten. Mise har även ett tillsynsansvar enligt gällande lagstiftning.

## Organisation
Förbundet omfattar kommunerna Hammarland, Jomala, Kökar, Lumparland, Mariehamn och Sottunga.
Mises högsta beslutande organ är förbundsstämman, som sammanträder två gånger per år – vår och höst. Stämman består av representanter från medlemskommunerna och fattar beslut om bland annat avfallsavgifter, budget och andra riktlinjer för verksamheten.

## Uppgifter och ansvar
Mise ansvarar för planering, samordning och tillsyn av avfallshanteringen i medlemskommunerna. Förbundet hanterar också kundservice, insamling, återvinning och information till invånarna.

## Finansiering
Verksamheten finansieras genom avgifter från hushåll och företag i medlemskommunerna, enligt beslut som fattas av förbundsstämman.